# سيرجيو باجانيلا
سيرجيو باجانيلا (بالإيطالية: Sergio Paganella)‏ مواليد 1911 - وفيات 1992، كان لاعب كرة سلة إيطالي. مثّل منتخب بلاده. شارك في مسابقة كرة السلة في الألعاب الأولمبية الصيفية مع منتخب بلاده وحقق المركز السابع.

## الميداليات
| الميدالية | المسابقة                         |
| --------- | -------------------------------- |
| فضية      | بطولة أمم أوروبا لكرة السلة 1937 |

## روابط خارجية
- سيرجيو باجانيلا على موقع سبورتس رفرنس (الإنجليزية)
- سيرجيو باجانيلا على موقع أوليمبيديا (الإنجليزية)